# Agua Escondida la Florida
Agua Escondida la Florida är en ort i Mexiko.   Den ligger i kommunen Altamirano och delstaten Chiapas, i den sydöstra delen av landet, 900 km öster om huvudstaden Mexico City. Agua Escondida la Florida ligger 361 meter över havet och antalet invånare är 147.
Terrängen runt Agua Escondida la Florida är kuperad västerut, men österut är den bergig. Agua Escondida la Florida ligger nere i en dal. Runt Agua Escondida la Florida är det glesbefolkat, med 16 invånare per kvadratkilometer. Närmaste större samhälle är Río Corozal, 11,1 km söder om Agua Escondida la Florida. I omgivningarna runt Agua Escondida la Florida växer i huvudsak städsegrön lövskog.